# مديرية بني العوام
مديرية بني العوام إحدى مديريات محافظة حجة في اليمن. بلغ عدد سكانها 52222 نسمة عام 2004. تضم إحدى عشرة عزلة.

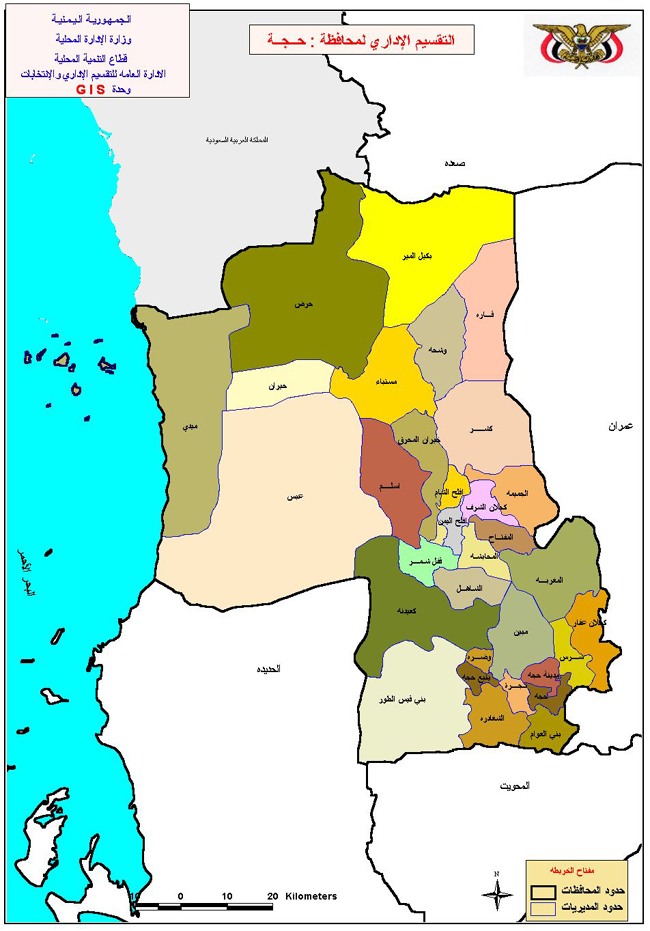
موقع مديرية بني العوام في محافظة حجة